# Universität Shkodra
Die Universität Shkodra Luigj Gurakuqi ist eine staatliche Universität in der albanischen Stadt Shkodra mit 11.500 Studenten und 710 wissenschaftlichen Angestellten. Sie wurde 1957 als zweite pädagogische Hochschule Albaniens gegründet. 1991 erhielt sie den Status einer vollwertigen Universität und wurde nach dem Schriftsteller Luigj Gurakuqi benannt, der sich in der Sprach- und Bildungspolitik verdient gemacht hatte. In den folgenden Jahren wurden die folgenden Fakultäten gegründet:
- Fakultät für Sozialwissenschaften
- Fakultät für Naturwissenschaften
- Fakultät für Erziehungswissenschaften
- Fakultät für Ökonomie
- Fakultät für Rechtswissenschaften
- Fakultät für Auslandssprachen

## Kooperationen
Die Universität ist Mitglied der Netzwerk der Balkan-Universitäten.
Neben diversen Kooperationsverträgen mit Universitäten in Europa und in den Vereinigten Staaten besteht unter anderem seit 2005 mit der Fachhochschule Nordwestschweiz eine enge Zusammenarbeit.